# Markowskaja (rejon chołmogorski)
Markowskaja (ros. Марковская) – wieś (dieriewnia) w Rosji, w obwodzie archangielskim, w rejonie chołmogorskim. W 2010 liczyła 290 mieszkańców.